# Llista de ciutats de Bahrain

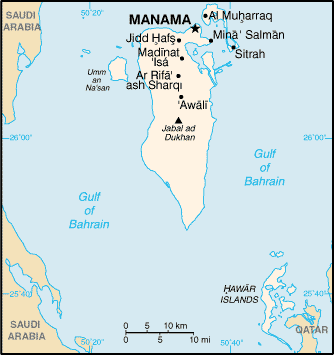
Mapa de Bahrain

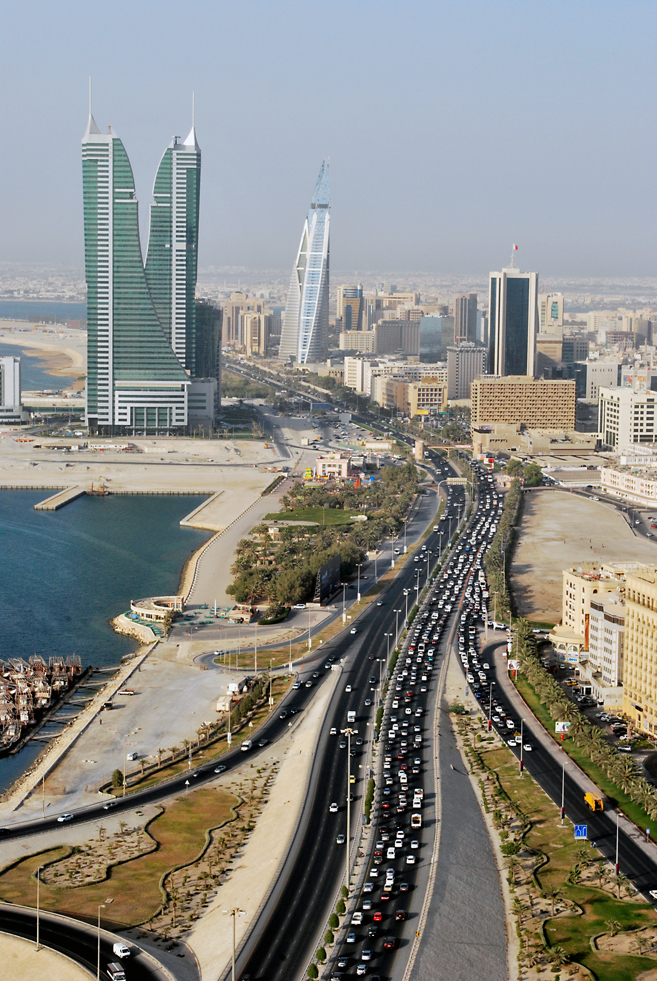
Manama, Capital de Bahrain

Aquesta és la llista de ciutats de Bahrain:

## Ciutats
1. Manama - 154,700
2. Riffa - 111,000
3. Muharraq - 98,800
4. Hamad Town - 57,000
5. A'ali - 51,400
6. Isa Town- 39,800
7. Sitra - 60,100
8. Budaiya - 33,200
9. Jidhafs - 32,600
10. Al-Malikiyah - 14,800
11. Adliya
12. Sanabis
13. Tubli

## Altres
- Awali
- Diraz
- Hidd
- Sar
- Bani Jamrah